# Un Olympia pour moi tout seul
Albums de Renaud
Le Retour de Gérard Lambert
(1981) Morgane de toi
(1983)
Un Olympia pour moi tout seul est un double album live de Renaud, sorti en 1982. 
Il s'agit de l'enregistrement de son concert à l'Olympia où le chanteur avait donné une série de concerts du 5 au 24 janvier 1982. L'enregistrement a lieu lors de l'avant-dernière représentation parisienne. La quasi-totalité de son dernier 33 tours paru deux mois plus tôt y est jouée. Les arrangements du concert donnent au répertoire du chanteur un ton assez rock. Le public retrouve ses premiers grands succès et des morceaux plus récents. 

## Titres
| 1.  | Où c'est qu'j'ai mis mon flingue ? | 4:50 |
| 2.  | Les Aventures de Gérard Lambert    | 4:50 |
| 3.  | Soleil immonde                     | 3:59 |
| 4.  | La Chanson du loubard              | 3:36 |
| 5.  | Chanson pour Pierrot               | 2:55 |
| 6.  | Germaine                           | 7:59 |
| 7.  | Mon beauf'                         | 4:12 |
| 8.  | À quelle heure on arrive ?         | 4:46 |
| 9.  | L'Auto-stoppeuse                   | 4:41 |
| 10. | Le Retour de Gérard Lambert        | 4:23 |

| 1. | Étudiant-poil aux dents | 4:51 |
| 2. | La Teigne               | 2:54 |
| 3. | Le Père Noël noir       | 6:21 |
| 4. | Banlieue rouge          | 4:40 |
| 5. | La Blanche              | 4:17 |
| 6. | C'est mon dernier bal   | 5:02 |
| 7. | Manu                    | 3:31 |
| 8. | J'ai raté télé-foot     | 5:22 |
| 9. | Dans mon HLM            | 5:13 |

## Musiciens
- Yann Benoist, Serge Saïd, Paul Schéma : guitares
- Jean-Louis Roques : accordéon et claviers
- Pierre-Jean Gidon : saxophone et claviers
- Dominique Bertram : basse
- Amaury Blanchard : batterie
- Klaus Blasquiz (Magma), Sharon Glory (Au bonheur des dames), Shitty : chœurs

## Nouvelle édition
En 2016, ce concert ressort dans un double album sous le titre Olympia Janvier 1982 - Concert intégral qui inclut six titres inédits :
- La tire à Dédé
- Hexagone
- Mimi l'ennui
- Ma gonzesse
- Oscar
- Baston